# 斐迪南·麦哲伦号铁路客车
“斐迪南·麦哲伦”号是普尔曼公司1929年制造的一种铁路客车，1942年被富兰克林·德拉诺·罗斯福选为总统专车。此后在加装了防弹玻璃等设施，并在1943年投入使用。1958年退役，1959年后被黄金海岸铁路博物馆收购，现存于博物馆。

## 總統使用
羅斯福總統乘坐費迪南德·麥哲倫號的第一次旅行是到佛羅里達州的邁阿密，1943年，他在那裡登上泛美世界航空公司的飛艇參加卡薩布蘭卡會議。在接下來的兩年裡，他乘坐的汽車行駛了大約50,000英里（80,000公里）年，最後一次使用它是在他去世前兩週去佐治亞州的溫泉城旅行時使用的。
像那個時代的其他觀察車一樣，費迪南德麥哲倫在汽車的後端有一個開放的平台。觀察車通常放置在火車的末端，以便車內的乘客可以在三個方向上一覽無餘。這是哈里杜魯門發表“招呼站”競選演講的平台。在競選期間，這輛車行駛了28,000多英里（45,000公里），杜魯門在後方平台發表了近350場演講。杜魯門拿著錯誤的“杜威擊敗杜魯門”標題的著名照片是在總統站在火車站台上時拍攝的。
德懷特·D·艾森豪威爾總統很少使用費迪南德·麥哲倫。他乘車幾次前往他在賓夕法尼亞州葛底斯堡的農場，在賓夕法尼亞州大學公園拜訪他的兄弟、賓夕法尼亞州立大學校長米爾頓·S·艾森豪威爾，並有一次前往渥太華，在那裡他向加拿大議會發表講話.這輛車最後一次正式使用是在1954年，當時瑪米·艾森豪威爾騎著它前往康涅狄格州格羅頓，為第一艘核動力潛艇USS鸚鵡螺命名。
1958 年，這輛有軌電車被宣佈為過剩並提供給史密森學會，但史密森學會沒有採取行動，黃金海岸鐵路博物館得以獲得它。
1984 年，費迪南德·麥哲倫被短暫借給羅納德·裡根總統的總統連任競選活動，他於1984年10月12日在俄亥俄州的一日遊中從後方平台發表了一系列“告密”演講。里根總統的五個停止火車旅程需要將火車從佛羅里達州運送到俄亥俄州，重新組裝並重新投入使用。超過100,000人來見總統，他在每一站都引用杜魯門的記憶並說：“杜魯門先生也可以非常清楚地說明他自己和他的對手之間的差異，而且，我的朋友們，這正是我們要去的地方今天要做的。” “這太棒了，”競選總監埃德羅林斯說。 “總統喜歡它。”里根總統的旅程是這輛車最後一次使用。
1. ↑  . Christian Science Monitor. 1984-10-15  [2022-05-11]. ISSN 0882-7729. （原始内容存档于2021-12-03）.